# Neil Wagner
Neil Kannas Wagner (né le 1er janvier 1984 à Minneapolis, Minnesota, États-Unis) est un ancien lanceur de relève droitier des Ligues majeures de baseball.

## Carrière
Joueur à la North Dakota State University, Neil Wagner est drafté par les Indians de Cleveland au 21e tour de sélection en juin 2005. Il amorce sa carrière en ligues mineures avec un club-école des Indians en 2006. Les Indians échangent Wagner aux Athletics d'Oakland contre une somme d'argent le 14 mai 2010.
Wagner fait ses débuts dans le baseball majeur le 30 août 2011 avec Oakland alors qu'il vient lancer une manche en relève face aux Indians de Cleveland.
Le 28 mai 2012, Wagner, qui joue dans les mineures, est réclamé au ballottage par les Padres de San Diego. Il n'est jamais rappelé par les Padres. Le 15 novembre suivant, il rejoint les Blue Jays de Toronto.
Wagner effectue 36 sorties en relève pour les Jays en 2013 et maintient une bonne moyenne de points mérités de 3,79 en 38 manches lancées. Gagnant de deux parties contre 4 défaites, il remporte sa première victoire dans les majeures le 7 juin 2013 sur les Rangers du Texas. 
En 2014, il est libéré par Toronto en septembre. En 10 parties jouées et 10 manches lancées pour les Jays en avril et mai, sa moyenne s'élève à 8,10 points mérités accordés par partie.